# حمى رقم بيبسي
حمى رقم بيبسي المعروفة أيضا باسم حادثة 349 كانت عبارة عن عرض ترويجي أقامته شركة بيبسيكو في الفلبين في عام 1992 مما أدى إلى أعمال شغب ومقتل ما لا يقل عن خمسة أشخاص.

## العرض الترويجي
في فبراير 1992 أعلنت شركة بيبسيكو الفلبين أنها ستطبع أرقاما تتراوح من 001 إلى 999 داخل أغطية زجاجات بيبسي وسفن أب وماونتن ديو وميرندا. يمكن استبدال أرقام معينة بالجوائز والتي تتراوح من 100 بيزو (حوالي 4 دولارات أمريكية) إلى مليون بيزو للجائزة الكبرى (حوالي 40 ألف دولار أمريكي في عام 1992) ما يعادل 23 عاما تقريبا من الأرباح بمعدل 118 بيزو في اليوم الحد الأدنى للأجور في الفلبين في ذلك الوقت. خصصت شركة بيبسي ما مجموعه 2 مليون دولار أمريكي للجوائز. اعتمد اختصاصي التسويق بيدرو فيرغارا حمى رقم بيبسي على عروض ترويجية مماثلة وناجحة إلى حد ما كانت قد أقيمت سابقا في منطقة الخبرة الجغرافية لفيرغارا أمريكا اللاتينية.
حققت حمى رقم بيبسي نجاحا هائلا في البداية وزادت حصة بيبسي في السوق من 4٪ إلى 24.9٪. تم الإعلان عن الأرقام الفائزة على شاشات التلفزيون كل ليلة. بحلول مايو تم استرداد 51000 جائزة بما في ذلك 17 جائزة كبرى.

## رقم 349
في 25 مايو أعلنت القناة الثانية الإخبارية أن رقم الجائزة الكبرى لذلك اليوم كان 349. كانت شركة بيبسيكو تسيطر بشدة على أغطية الزجاجات الحائزة على الجوائز الكبرى وتم إنتاج وتوزيع زجاجتين بأغطية ذات الرقم الفائز في ذلك اليوم المطبوع بداخلهما بالإضافة إلى رمز أمان للتأكيد. ومع ذلك وبسبب خطأ في الكمبيوتر تمت طباعة 800000 غطاء زجاجة عادي برقم 349 (ولكن بدون رمز الحماية). من الناحية النظرية بلغت قيمة أغطية الزجاجات هذه 32 مليار دولار أمريكي بشكل تراكمي.
هرع الآلاف من الفلبينيين إلى مصانع تعبئة بيبسي للمطالبة بجوائزهم. ردت بيبسيكو الفلبين في البداية بأن أغطية الزجاجات المطبوعة خطأ لا تحتوي على رمز أمان التأكيد وبالتالي لا يمكن استردادها. بعد اجتماع طارئ لمديري بيبسيكو الفلبين وبيبسيكو التنفيذيين في الساعة 3:00 صباحا عرضت الشركة 500 بيزو (18 دولارا) لحاملي أغطية الزجاجات المطبوعة بالخطأ باعتبارها «بادرة حسن نية». سيتم قبول هذا العرض من قبل 486.170 شخصا بتكلفة تبلغ 8.9 مليون دولار أمريكي (240 مليون بيزو) لشركة بيبسيكو.
رفض العديد من حاملي أغطية الزجاجات البالغ عددهم 349 قبول عرض التسوية المقدم من بيبسيكو الفلبين. لقد شكلوا مجموعة المستهلكين «تحالف 349» التي نظمت مقاطعة لمنتجات بيبسي وعقدت مسيرات خارج مكاتب بيبسيكو الفلبين والحكومة الفلبينية. كانت معظم الاحتجاجات سلمية لكن ثلاثة من موظفي بيبسيكو الفلبين قتلوا بقنبلة يدوية ألقيت في مستودع في دافاو وقتلت أم وطفلها في مانيلا في 13 فبراير 1993 بقنبلة يدوية ألقيت على شاحنة بيبسي. تلقى المسؤولون التنفيذيون في بيبسيكو الفلبين تهديدات بالقتل وتضررت ما يصل إلى 37 شاحنة تابعة للشركة بدفعها أو رجمها بالحجارة أو حرقها. واتهم البعض شركة بيبسيكو بتوظيف مرتزقة لشن الهجمات من أجل تصوير المتظاهرين على أنهم إرهابيون. لكن السناتور غلوريا ماكاباغال أرويو اقترحت أن الهجمات كانت من قبل شركات تعبئة منافسة تحاول الاستفادة من ضعف بيبسيكو الفلبين.

## الإجراءات القانونية
اتخذ حوالي 22000 شخص إجراءات قانونية ضد شركة بيبسيكو وتم تقديم ما لا يقل عن 689 دعوى مدنية و 5200 شكوى جنائية بتهمة الاحتيال والخداع. في 24 يونيو 1996 حكمت محكمة ابتدائية على المدعين في إحدى الدعاوى القضائية بمبلغ 10000 بيزو (حوالي 380 دولارا أمريكيا) لكل منها في «الأضرار المعنوية». استأنف ثلاثة مدعين غير راضين وفي 3 يوليو 2001 حكمت محكمة الاستئناف على هؤلاء المدعين الثلاثة بمبلغ 30 ألف بيزو (حوالي 570 دولارا أمريكيا) لكل منهم بالإضافة إلى أتعاب المحاماة. وقد استأنفت بيبسيكو الفلبين هذا القرار. ستصل الدعوى إلى المحكمة العليا التي قضت في عام 2006 بأن بيبسيكو الفلبين ليست مسؤولة عن دفع المبالغ المطبوعة على الأغطية لحامليها. كما أن بيبسيكو الفلبين غير مسؤولة عن الأضرار المترتبة عليها وأن القضايا المحيطة بالرقم 349 تم وضع الحادثة من أجل الراحة ويجب عدم التشويش عليها بعد الآن في هذا القرار.